# Andreas Reichelt

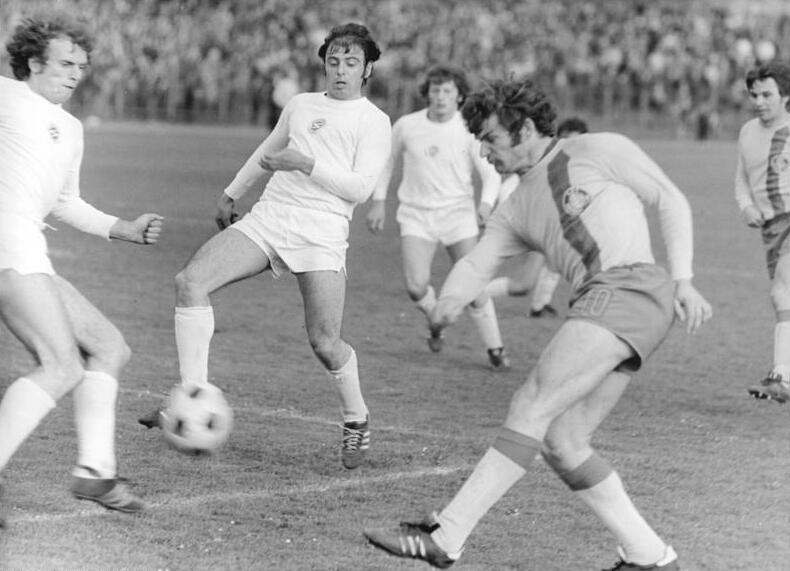
Andreas Reichelt (Mitte) als Abwehrspieler im Spiel gegen den 1 .FC Lok Leipzig, April 1976

Andreas Reichelt (* 18. April 1950) war Fußballspieler in der DDR-Oberliga, der höchsten ostdeutschen Spielklasse. Dort spielte er für die Betriebssportgemeinschaft (BSG) Sachsenring Zwickau und gewann mit ihr 1975 den DDR-Fußballpokal. 
Reichelt wurde 1960 in die Kindermannschaft des Oberligisten Motor Zwickau aufgenommen. Nachdem er alle Nachwuchsmannschaften der Zwickauer durchlaufen und eine Maurerlehre abgeschlossen hatte, spielte er zunächst mit der 2. Mannschaft der BSG, die sich inzwischen Sachsenring Zwickau nannte, in der zweitklassigen DDR-Liga. 
Seinen Einstand in der Oberliga gab Reichelt 1972. Am 1. April wurde er in der Begegnung des 22. Saisonspieltages Sachsenring – Hansa Rostock (2:0) in der 61. Minute für Stürmer Hartmut Hoffmann eingewechselt. Bis zum Saisonende kam er noch in weiteren drei Oberligaspielen zum Einsatz. Bereits in der nächsten Spielzeit gehörte er zum Spielerstamm der Oberligamannschaft. Er bestritt 22 der 26 ausgetragenen Punktspiele und wurde überwiegend als rechter Angreifer eingesetzt. 1973/74 konnte er seine Einsatzrate mit 25 Spielen noch steigern, war nun aber meistens auf der linken Sturmseite zu sehen. Als Heinz Wohlrabe im Herbst 1974 zum Militärdienst eingezogen wurde, wurde der 1,71 m große Reichelt in die Verteidigungsreihe beordert, musste allerdings im Frühjahr 1975 mehrfach aus Verletzungsgründen aussetzen. 
So stand er zunächst auch nicht in der Startelf die Zwickauer, die am 14. Juni 1975 zum vierten Mal in ihre Geschichte das Endspiel um den DDR-Fußballpokal bestritten. Erst als sich Mittelfeldakteur Dieter Leuschner bereits in der 11. Minute verletzte, wurde Reichelt, der zuvor sechs der sieben vorangegangenen Pokalspiele mitgemacht hatte, aufs Feld geschickt. Sachsenring Zwickau gewann nach einem 4:3-Sieg im Elfmeterschießen gegen den hohen Favoriten Dynamo Dresden zum dritten Mal den FDGB-Pokal, für Reichelt war es der größte Erfolg seiner Fußball-Laufbahn. Auch in den anschließenden acht Europapokalspielen, in denen Sachsenring so prominente Mannschaften wie den AC Florenz und Celtic Glasgow ausgeschaltet hatte, war Reichelt mit von der Partie. In den Halbfinalspielen, in denen die Zwickauer nach zwei Niederlagen gegen den RSC Anderlecht (0:2, 0:2) ausschieden, spielte Reichelt einmal linker und einmal rechter Verteidiger. 
Hauptsächlich als rechter Verteidiger wurde Reichelt auch in den folgenden Spielzeiten, konstant als Stammspieler, eingesetzt. Diese Serie riss, als er in der Saison 1980/81, inzwischen 30-jährig, nur noch sporadisch zum Einsatz kam. Am Ende der Saison verabschiedete er sich vom Hochleistungssport. Sein letztes Spiel in der Oberligamannschaft von Sachsenring Zwickau absolvierte er am 30. Mai 1981, dem 26. und letzten Saisonspieltag. Wie bei seinem Oberligadebüt spielte er wieder gegen Hansa Rostock und stand bei dem 1:3-Auswärtssieg noch einmal als linker Verteidiger in der Mannschaft. 
Zum Abtrainieren schloss sich Reichelt im Sommer 1981 dem drittklassigen Bezirksligisten Wismut/Rotation Crossen an, wo er später seine Laufbahn als Fußballspieler endgültig beendete.

## Stationen
- 1971 bis 1981: BSG Sachsenring Zwickau
- 1981: Wismut/Rotation Crossen